# Prasun
Le prasun est une langue indo-iranienne du groupe des langues nouristanies, parlée en Afghanistan, dans le Nouristan, dans la province de Kounar, dans la vallée du Prasun, un affluent du Pech.

## Sources
- (ru) A.Л. Грюнберг, Прасун язык, dans Языки мира, Дардские и нуристанские языки, Moscou, Indrik, 1999, p.132-135  (ISBN 5-85759-085-X)